# Віденський міський парк
Віденський міський парк (нім. Wiener Stadtpark) — зелена паркова зона для відпочинку і прогулянок у центрі Відня, в Іннере-штадті, площею 65 тис. кв. м., розташована на території між 1-м міським округом Відня і її 3-м міським округом (Ландштрасе). Через міський парк проходить лінія віденського метро (станція Stadtpark лінії U4).

## Історія
Створення міського парку в центрі Відня ініціював віденський бургомістр Андреас Зелінка після знесення віденської міської стіни і проведення реконструкції в районі Рінгштрассе - на території 1-го міського округу. У вересні 1860 року Фонд розвитку міста Відня передав під створення міського парку безоплатно 94 тис. м2 території, 1861 року до них додано ще 51 тис. м2 на правому березі річки Відень. На роботи зі створення міського парку на Лівому березі Відня 1862 року витрачено близько 180 тис. гульденів (у перерахунку сума становить близько 1,6 млн євро). Планування парку, яке розробив художник і ландшафтний дизайнер Йозефом Селлені і потім скоригував головний міський садівник Відня Рудольф Зібек, відповідало вимогам розбивки міського саду в англійському стилі. Значна частина парку вже в серпні 1862 року, без проведення офіційних урочистостей, була доступною для відвідувань публікою. Разом з тим, у північній частині парку, де збудували «Парк-салон» з кафетерієм, розрахованим на 300 відвідувачів, 21 серпня 1862 року пройшла церемонія відкриття всього комплексу.
1863 року на правому березі річки Відень створено «Дитячий парк» із атракціонами, майданчиками для ігор та занять спортом. Від 1867—1868 року щозими розташований тут ставок перетворюється на ковзанку. Оскільки багато любителів ковзанярського спорту могли приходити сюди лише ввечері, 1870 року в парку проводиться електричне освітлення. У 1903—1907 роках у Відні під керівництвом архітекторів Фрідріха Омана та Йозефа Гакгофера проведено реконструкцію споруд на берегах річки Відня та їх облаштування, яка торкнулася також району Міського парку. У ньому в рамках цього проєкту збудовано нові павільйони, портали, спуски до річки та сходи, що стали пам'ятками парку. Через річку, що протікає територією парку, перекинуто два мости, які з'єднують його південно-східну і північно-західну частини.

## Визначні пам'ятки

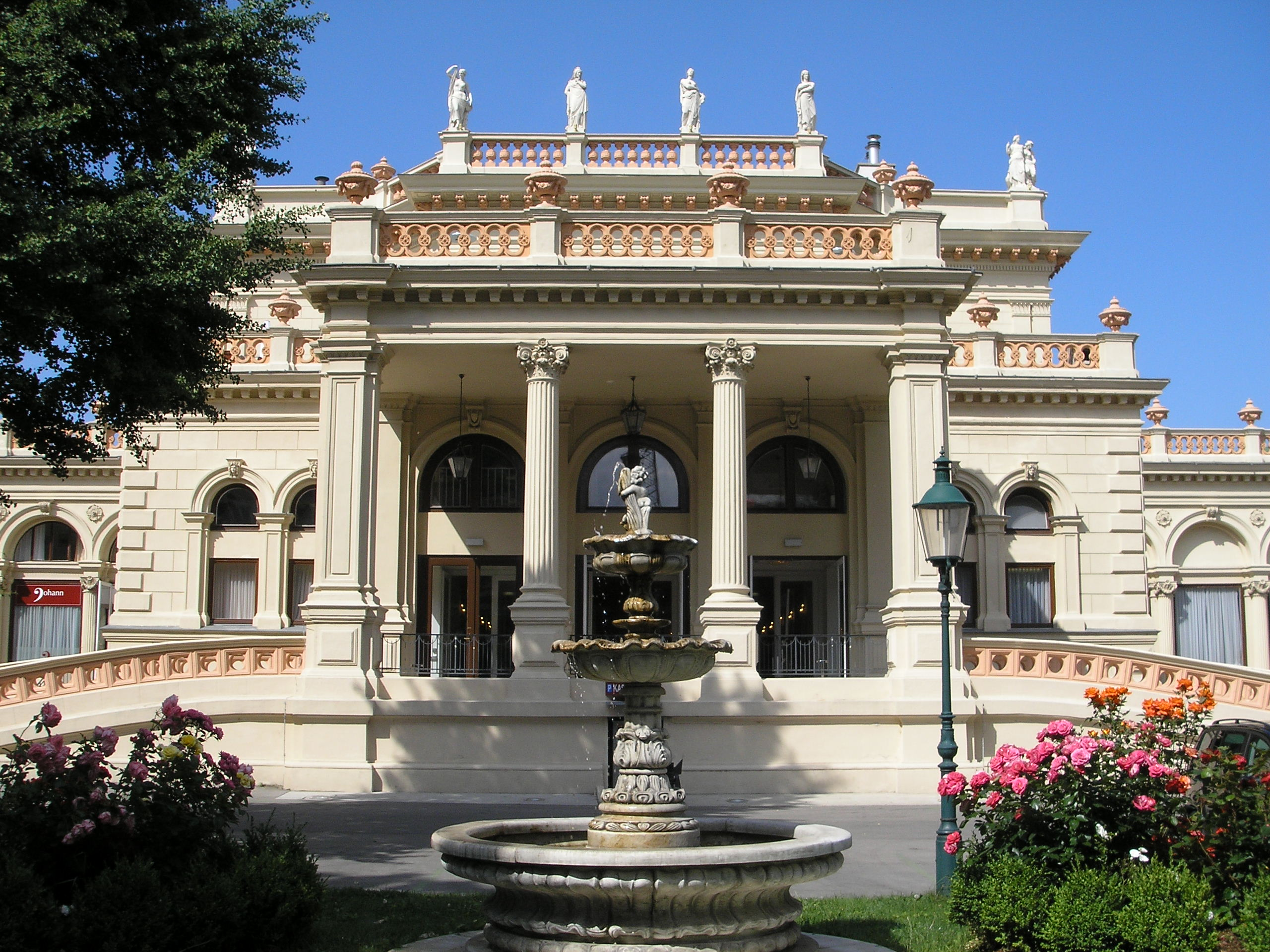
Оздоровчий салон Гюбнер

Однією з головних пам'яток міського парку є курсалон Гюбнера, збудований за проєктом архітектора Йоганна Гарбена у 1865—1867 роках та відкритий для відвідувань у травні 1867 року. Тут публіці пропонували як прохолодні напої, так і різні мінеральні води для лікувальних цілей. Зведену в стилі італійського Ренесансу будівлю з широкою терасою, зверненою в бік парку, в другій половині XIX століття використовували для танцювальних вечорів, проведення концертів, карнавалів тощо. Тут часто були брати Штрауси. Нині, після реставраційних робіт, у ньому, як і раніше, проходять бали, святкові заходи та конгреси. У будівлі також є ресторан та кафе.
Серед інших пам'яток парку — багато пам'ятників знаним діячам культури, які жили у Відні. Однією з найвідоміших є позолочена статуя композитора Йоганна Штрауса-молодшого в мармуровому обрамленні, яку створив скульптор Едмунд фон Гельмер. Цей пам'ятник відкрито 26 червня 1921 року. Крім нього, в парку розміщено скульптури Франца Шуберта, Антона Брукнера, Франца Легара, Роберта Штольца, Ганса Макарта, Себастьяна Кнайпа та інших. За кількістю встановлених скульптур Міський парк випереджає інші парки Відня.
На території парку розташовані шість фонтанів та джерел. У «Дитячому парку», серед інших, облаштовано лікувальне джерело Кнайпа. Паркову рослинність підібрано так, щоб територія паркової зони цілий рік залишалася зеленою та квітучою. Тут висаджено також рослини, які перебувають під охороною, наприклад гінкго, тополю пірамідальну, лапина ясенелиста тощо.
Від 2008 року щорічно на початку травня в Міському парку проходить фестиваль гурманів, під час якого тут працюють близько 170 крамниць і наметів з усіх дев'яти земель Австрії, де відвідувачам пропонують різноманітні страви національної кухні. Організовує цей фестиваль влада Відня та товариство «Кулінарна спадщина Австрії» (Kulinarisches Erbe Österreich).

## Галерея

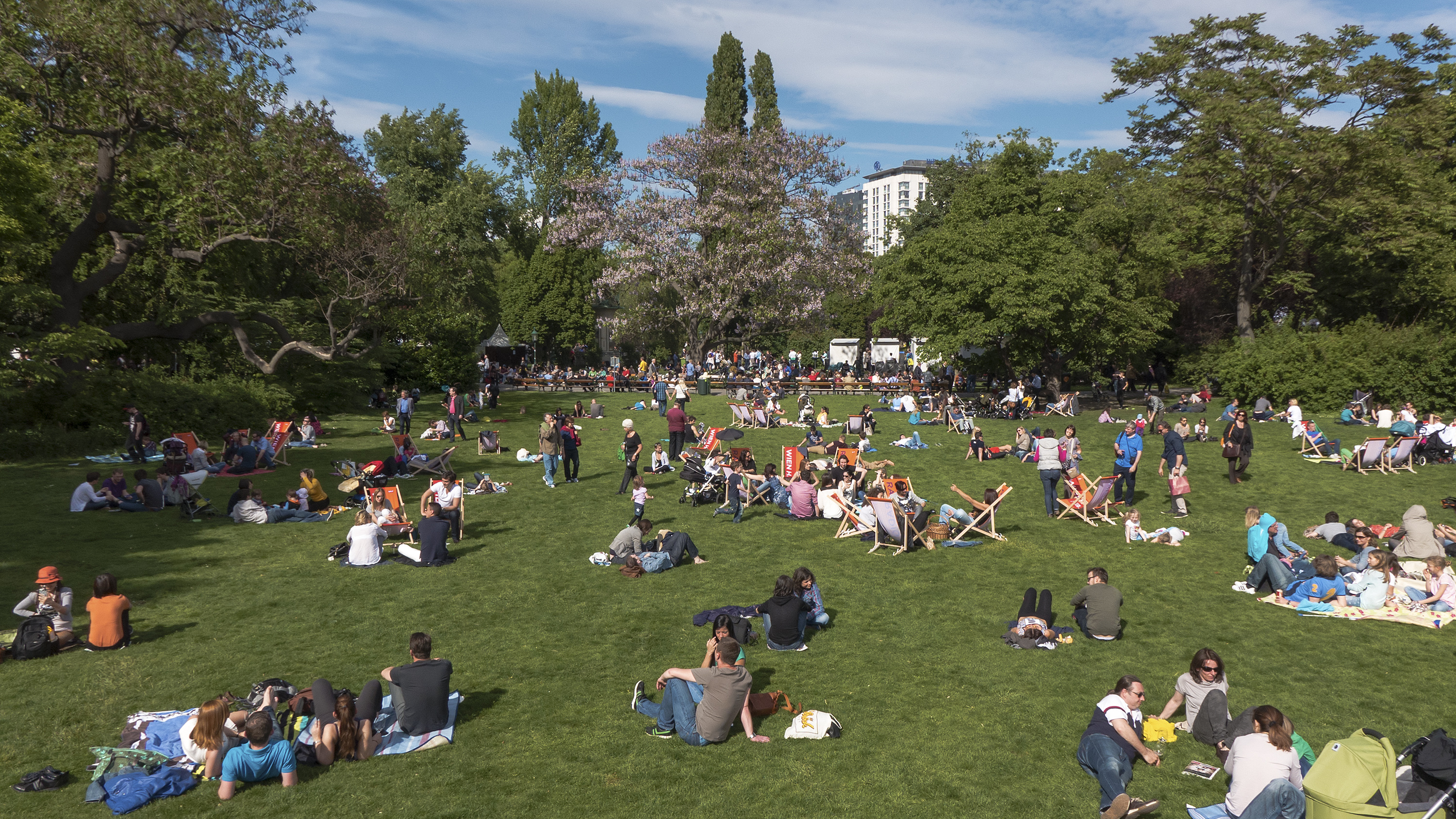
Міський парк у вихідні дні
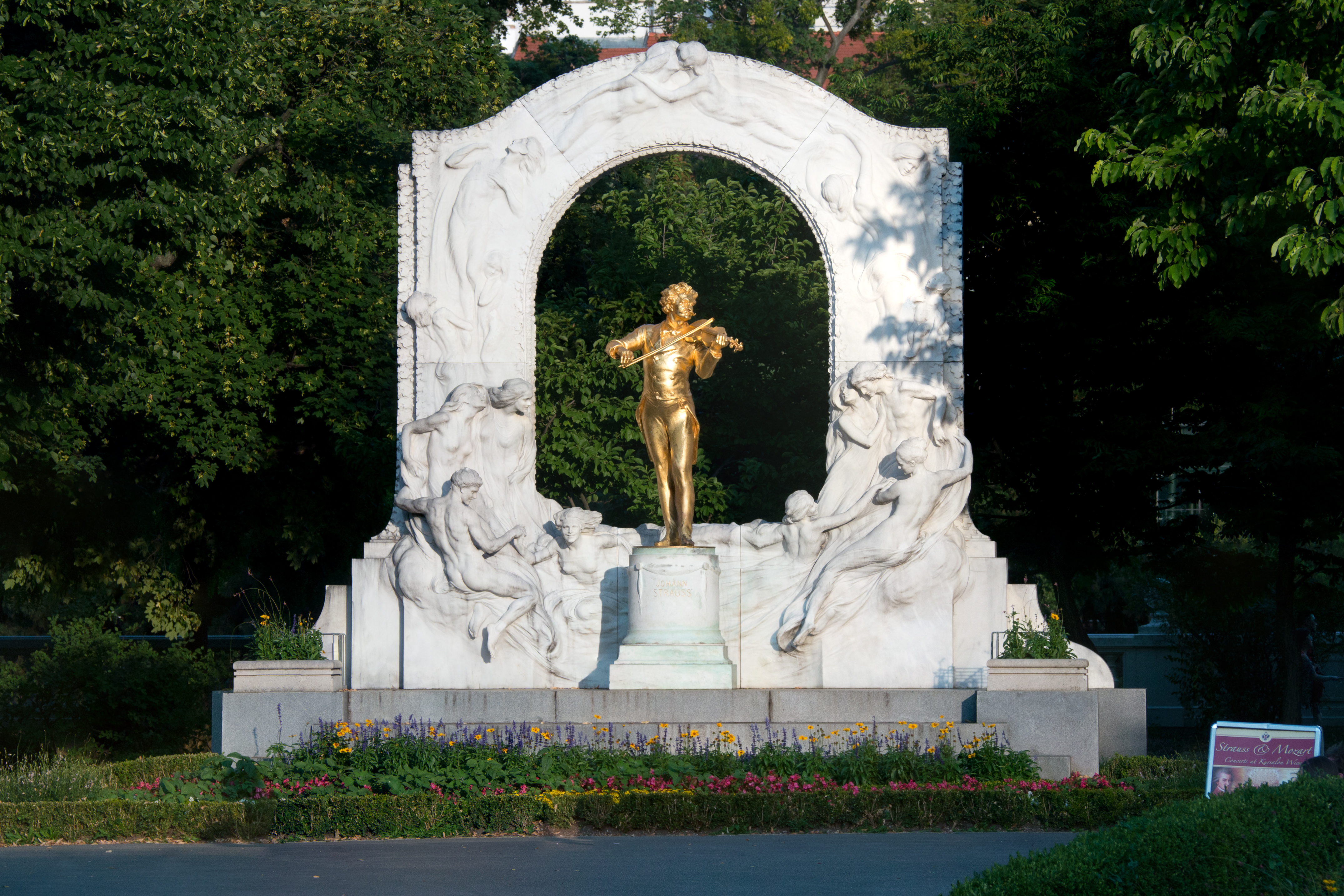
Йоган Штраус-молодший
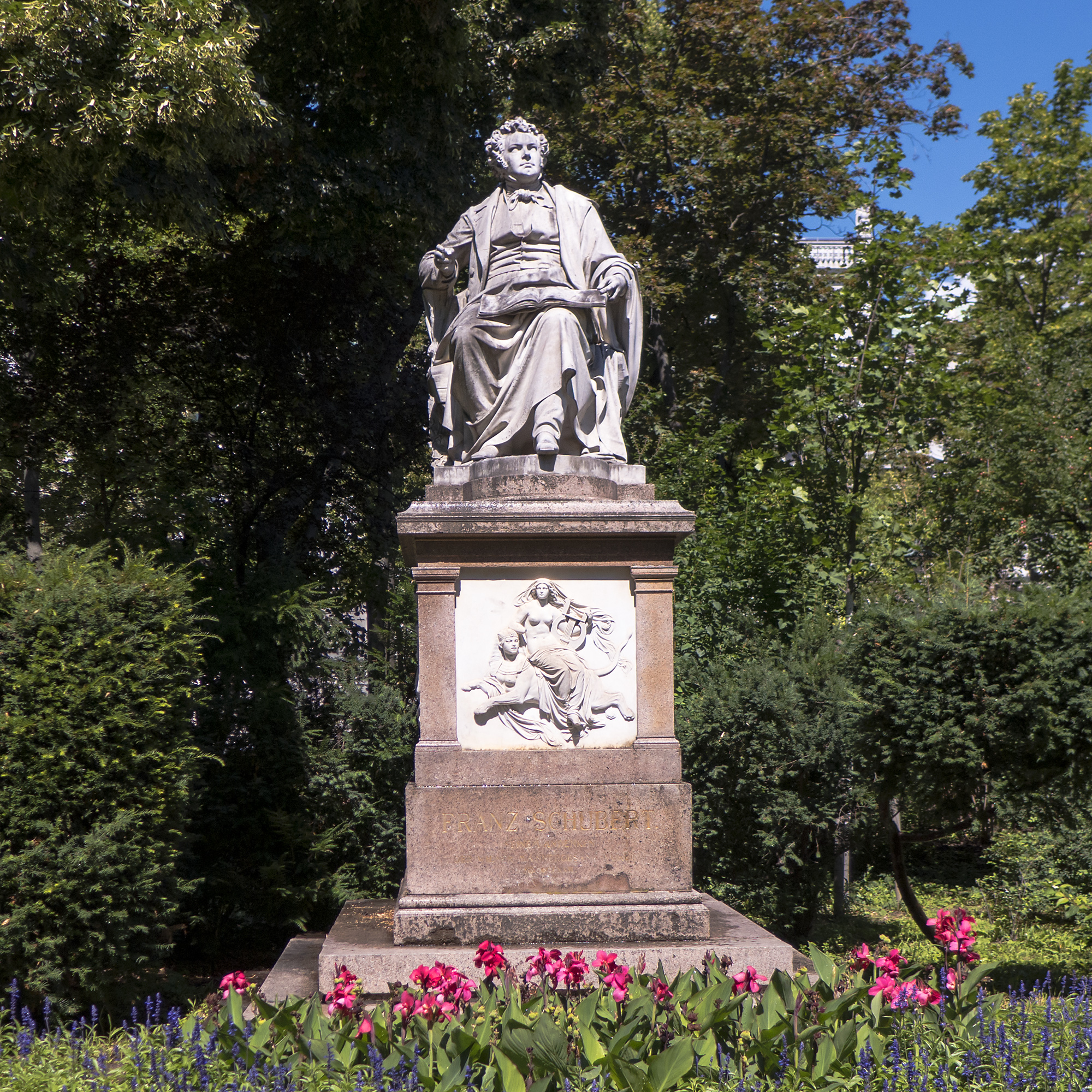
Франц Шуберт
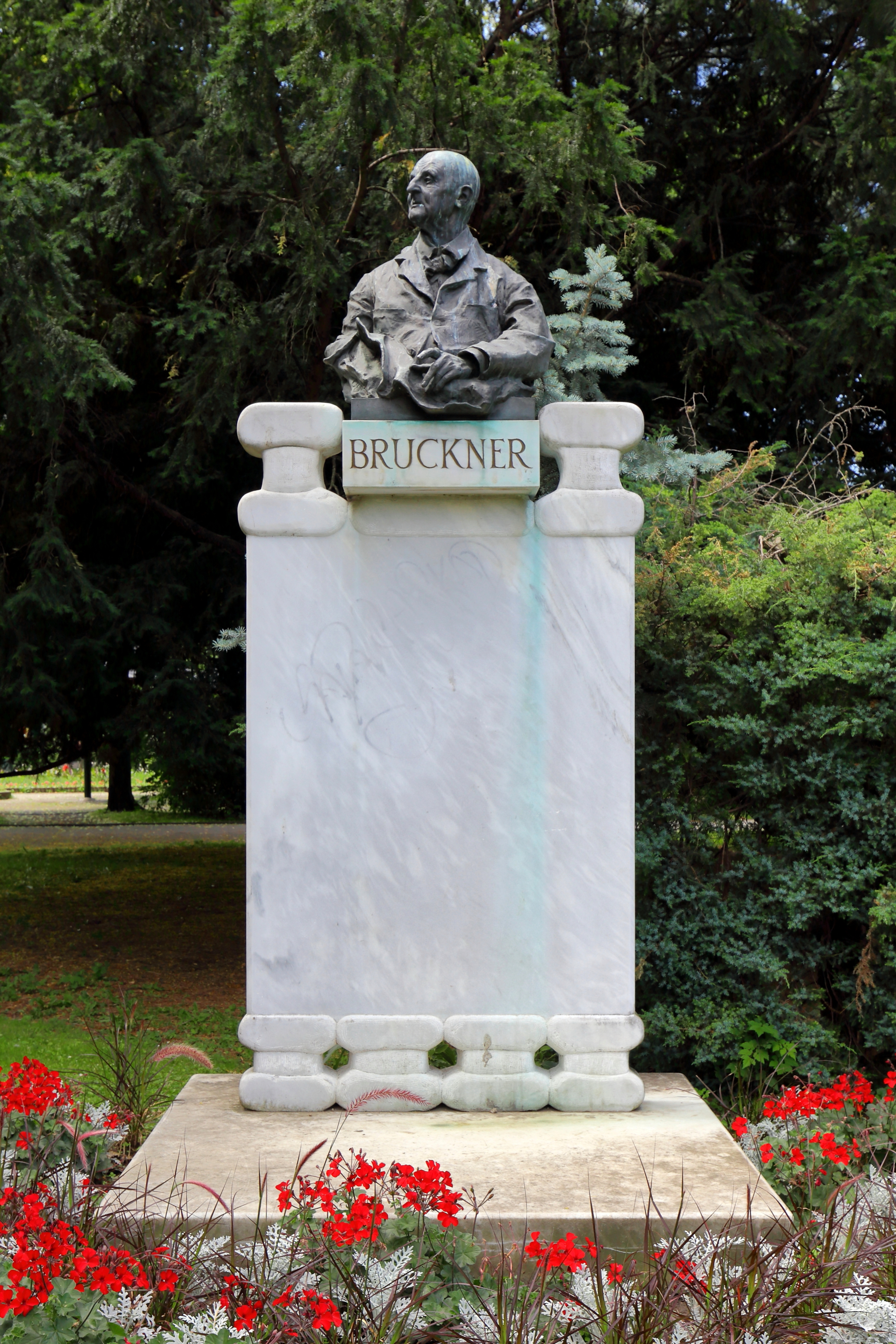
Антон Брукнер
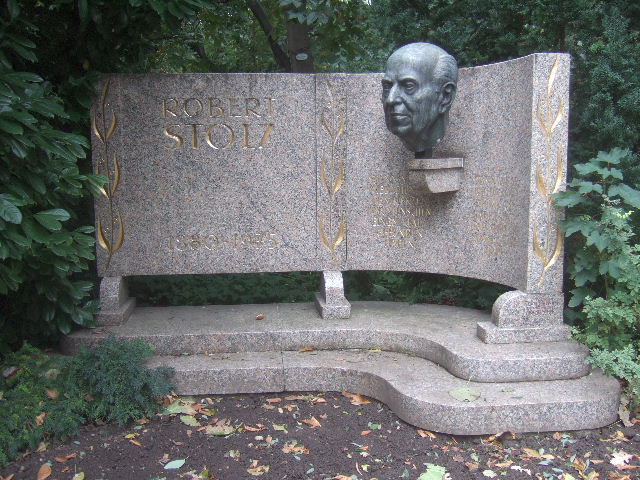
Роберт Штольц
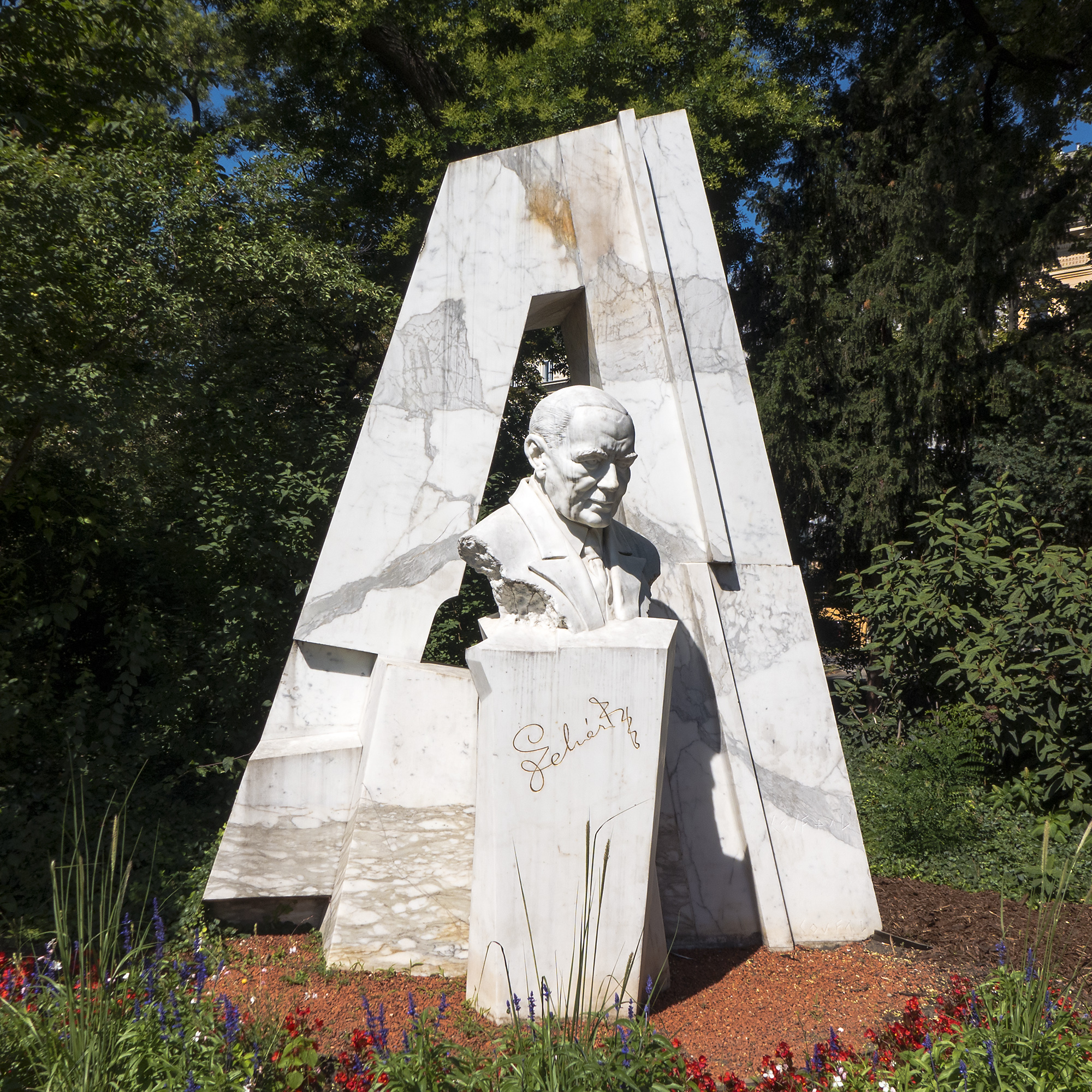
Франц Легар
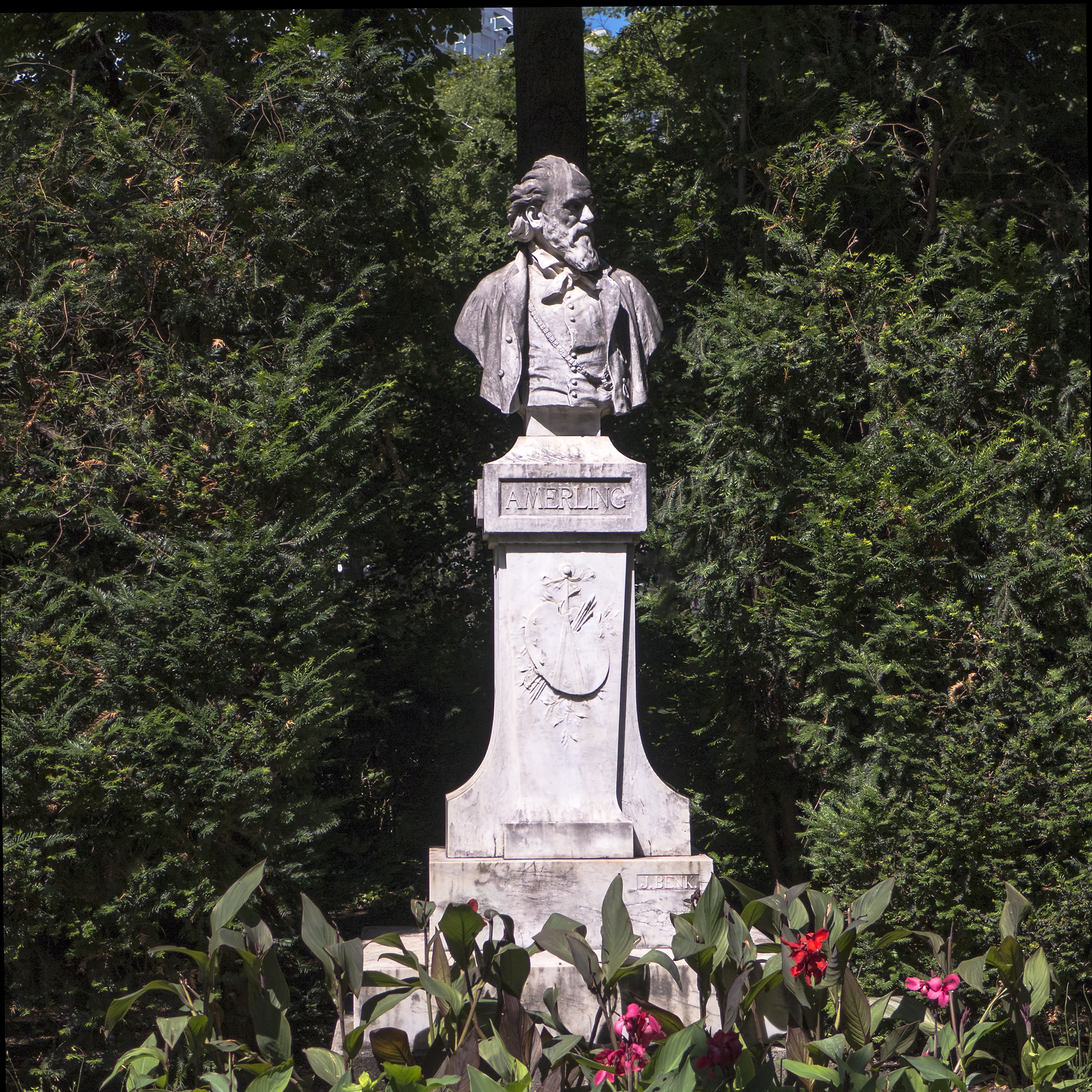
Фрідріх фон Амерлінг
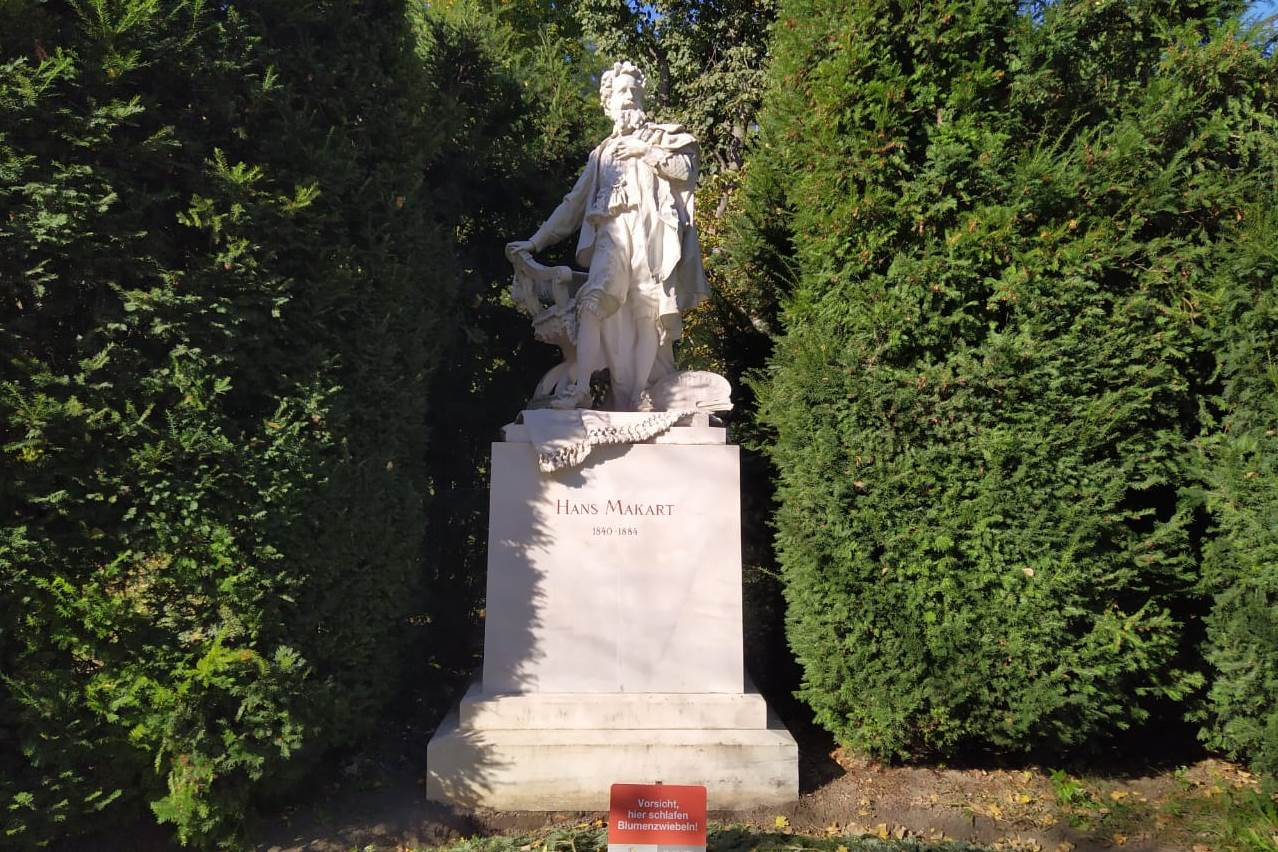
Ганс Макарт